# Vinga
Vinga es una pequeña isla a diez millas náuticas fuera de la entrada del puerto de Gotemburgo en Suecia. En el siglo XX el faro de Vinga era famoso no sólo como un faro en el canal de la costa occidental de Suecia, sino también como el lugar donde creció el reconocido poeta sueco Evert Taube. Hoy Vinga es una atracción turística, con barcos que van hacia y desde el puerto de Gotemburgo.

## Etimología
Se discuta el significado del nombre. Explicaciones más or menos fantásticas han sido propuestas, pero la más probable es la derivación "Vinga" del verbo "hvinge" en danés antiguo. Esta palabra significa "girar, envolver" y además "rabiar, hacer ruido". Vinga sería entonces la isla donde el viento rabia y las ondas giran y envuelven. El nombre ha sido escrito en maneras diferentes: en sueco antiguo Hwynggæ (1496), Huingen (1603), y Wingarne (1749).